# Corte

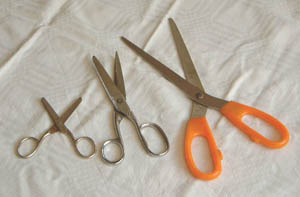
Diferentes tipos de tijeras: de costura (izquierda), de papel (en medio), de cocina (derecha).

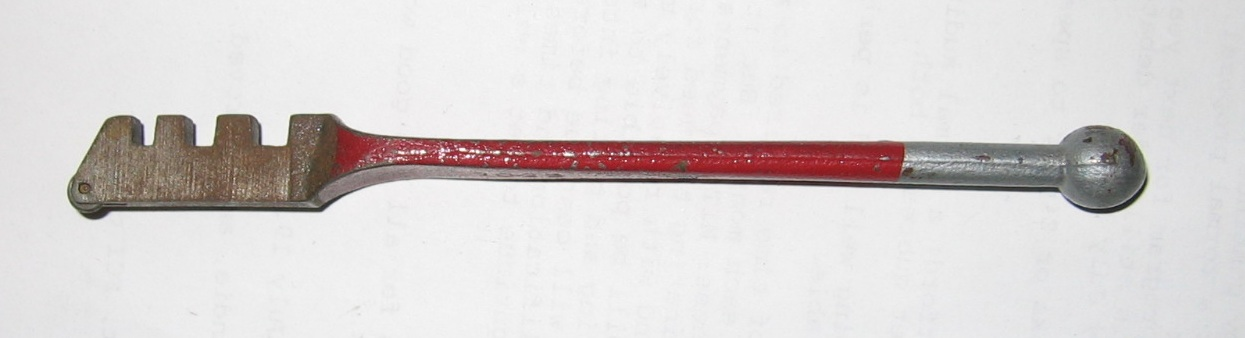
Un corta vidrios, usado para el corte de cristales.

El corte es la separación de un objeto físico, en dos o más porciones, mediante la aplicación de una fuerza dirigida de forma aguda.
Las herramientas utilizadas comúnmente para el corte son el cuchillo y sierra, o en medicina y ciencia el bisturí y microtomo. Sin embargo, cualquier objeto lo suficientemente agudo, es capaz de cortar si tiene una dureza suficientemente más grande que el objeto a ser cortado, y si se aplica con la fuerza suficiente. Incluso los líquidos pueden ser utilizados para cortar cosas cuando se aplican con suficiente fuerza (véase corte con chorro de agua).
El corte es un fenómeno de compresión y cizallamiento, y se produce solo cuando la tensión total generada por el corte aplicado excede la resistencia a la rotura del material del objeto a cortar. La ecuación aplicable más simple es tensión = fuerza/área: La tensión generada por un elemento de corte es directamente proporcional a la fuerza con la que se aplica, e inversamente proporcional al área de contacto. Por lo tanto, mientras menor sea el área (es decir, más filosa la herramienta de corte), menor fuerza se necesitará para cortar algo. En general, se observa que los bordes de corte son más delgados para el corte de materiales blandos y más grueso para materiales más duros. Esta progresión es vista desde los cuchillo de cocina, hasta hachas, lo que hace un balance entre la fácil acción de corte de una hoja delgada contra la fuerza y durabilidad del borde de una cuchilla más gruesa.

## En el grabado
El corte es en el grabado que se ejecuta en madera lo que la incisión es en el grabado sobre una superficie metálica. Con esta voz se designa el primer trabajo de los grabadores cuando vacían con ayuda de un instrumento cortante los blancos que limitan una sombra. 
La segunda operación de este procedimiento de grabado es el recortado. Se dice que una madera está ejecutado con gran franqueza de corte cuando las sombras han sido francamente atacadas.